# Comté de Goochland
Le comté de Goochland est un comté de Virginie, aux États-Unis, fondé en 1728.